# Buitenveldert (buurtschap)

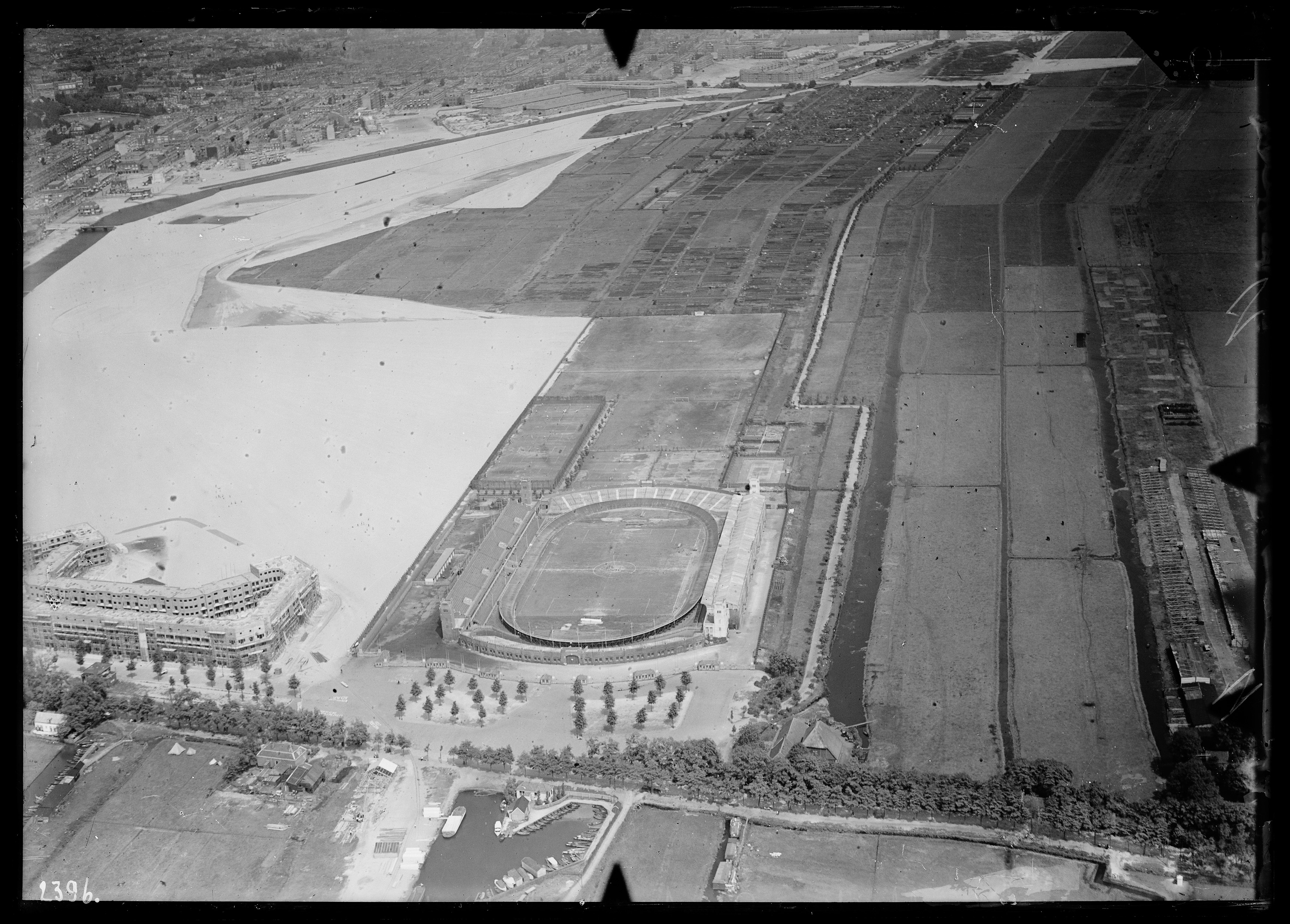
Ophoging met zand van de Binnendijkse Buitenvelderse polder t.b.v. Plan Zuid in de jaren twintig. Links het Noorder Amstelkanaal, op de voorgrond de Amstelveenseweg, in het midden Het Nederlandsch Sportpark uit 1913, daarnaast de Zuidelijke Wandelweg en rechts tuinderijen en het restant van de buurtschap: circa 1923.

Buitenveldert was een buurtschap in de Binnendijkse Buitenvelderse polder ten zuiden van Amsterdam en ten noorden van Amstelveen. De buurtschap lag ongeveer op de plaats van de huidige Begraafplaats Buitenveldert, die ten noorden van de huidige tuinstad ligt, ten noorden van de huidige Ringweg Zuid, ten zuiden van het Zuider Amstelkanaal, ten oosten van de Amstelveenseweg en ten westen van de Parnassusweg.
Tot 1921 maakte de buurtschap deel uit van de gemeente Nieuwer-Amstel, maar werd dat jaar geannexeerd door Amsterdam. In de jaren twintig begon de bouw van het Plan Zuid ten noorden van de buurtschap.
In de jaren vijftig verdween het laatste restant van de buurtschap volledig in verband met het ophogen van het laatste zuidelijke deel van de Binnendijkse Buitenvelderse polder ten behoeve van de bouw van de Prinses Irenebuurt maar ook de Landstrekenbuurt en de gelijknamige tuinstad ten zuiden van de buurtschap waarbij de omgeving onherkenbaar veranderde.